# چاه علی غضوی
چاه علی غضوی ۴، روستایی از توابع بخش جازموریان شهرستان رودبار جنوب در استان کرمان ایران است.

## جمعیت
این روستا در دهستان جازموریان قرار دارد و براساس سرشماری مرکز آمار ایران در سال ۱۳۸۵، جمعیت آن ۱۴۳ نفر (۳۱خانوار) بوده‌است.